# Keuschlingen
Keuschlingen ist ein Ortsteil in der Gemeinde Kammeltal im schwäbischen Landkreis Günzburg in Bayern.

## Lage
Keuschlingen ist der am südlichsten gelegene Ort in der Gemeinde Kammeltal. Der Weiler liegt an der Ortsverbindungsstraße zwischen Neuburg an der Kammel und Behlingen westlich der Kammel.

## Geschichte
Wie Behlingen war Keuschlingen Teil des Reichslehens Neuburg an der Kammel, das im Laufe der Zeit von folgenden Adelsgeschlechtern beherrscht wurde: Weißenhorn-Neuffen (1209–1347), Ellerbach (1348–1458), Rechberg zu Hohenrechberg (1460–1524) und Vöhlin v. Frickenhausen (1524–1806);
Im Jahr 1806 kam der Ort wie die gesamte Herrschaft Neuburg an der Kammel und das gesamte Gebiet zwischen Iller und Lech zu Bayern.
Bis zum Jahr 1972 war Keuschlingen Teil der Gemeinde Behlingen im Landkreis Krumbach (Schwaben). Als der Landkreis im Zuge der Gebietsreform in Bayern aufgelöst wurde, wurde die Gemeinde Behlingen wie die meisten Gemeinden des Landkreises Krumbach Teil des Landkreises Günzburg. Als sich Behlingen und die Nachbargemeinde Ried, die ebenfalls zum Landkreis Krumbach gehörte, am 1. Juli 1972 mit fünf ebenfalls im Kammeltal gelegenen Gemeinden, die zum ehemaligen Landkreis Günzburg gehörten, zur Gemeinde Kammeltal zusammenschlossen, wurde auch Keuschlingen Teil dieser neuen Gemeinde.

## Bevölkerungsentwicklung
Es handelt sich um Einwohnerzahlen nach dem jeweiligen Gebietsstand bis 1970 und ohne die heute zugehörigen Ortsteile. Die Bevölkerungszahl im Ort von 1987 wurde als Gemeindeteil der Gemeinde Kammeltal angegeben. Die Zahlen sind Volkszählungsergebnisse mit Archivierungen des Bavarikon Internetportals des Freistaats Bayern.
| Jahr      | 1871 | 1925 | 1950 | 1970 | 1987 |
| Einwohner | 23   | 26   | 21   | 22   | 27   |

## Sehenswürdigkeiten

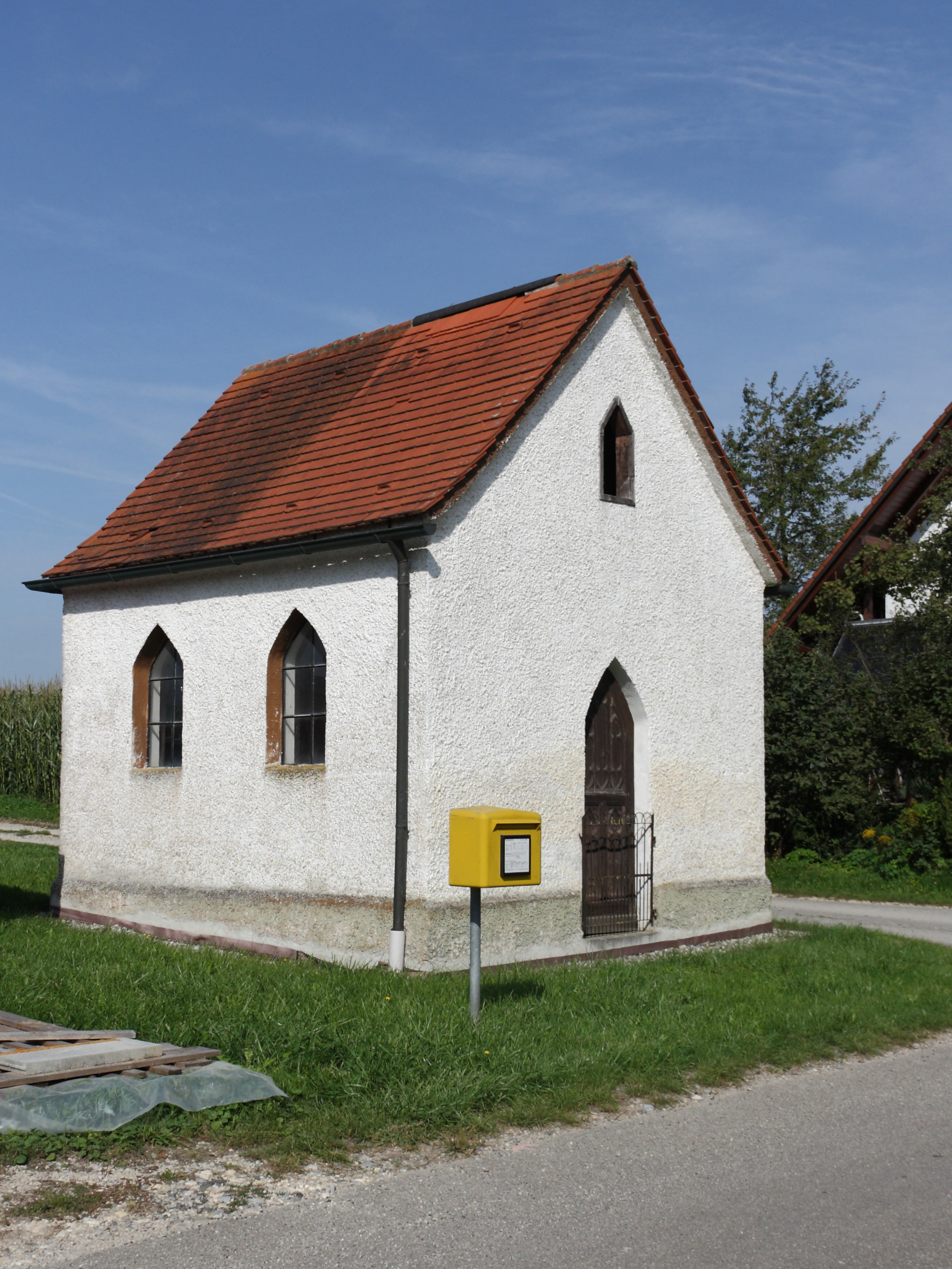
Kapelle St. Isidor

- Kapelle St. Isidor, erbaut im Jahr 1872 (eine Vorgängerkapelle stammte aus dem Jahr 1735)[2]

## Sonstiges
Durch Keuschlingen führt der Kammeltal-Radweg.